# 京都山科テレビ中継局
京都山科テレビ中継局 （きょうとやましなテレビちゅうけいきょく）は、京都府京都市山科区御陵安祥寺町にあるテレビ中継局である。

## 概要
- 当中継局は、山科駅北西高地に置かれている。
- 山科区内にて生駒山もしくは比叡山からの電波が視聴困難な地域向けとなっている。詳細は山科中継局のエリアを参照。

## 地上デジタルテレビジョン放送送信設備
| リモコン キーID | 放送局名           | 物理 チャンネル | 空中線電力 | ERP   | 放送対象 地域 | 放送区域 内世帯数 | 偏波面   |
| --------------- | ------------------ | --------------- | ---------- | ----- | ------------- | ----------------- | -------- |
| 1               | NHK 京都総合       | 47              | 1W         | 8.5W  | 京都府        | 約63,000世帯      | 水平偏波 |
| 2               | NHK 大阪教育       | 49              | 1W         | 8.7W  | 全国          | 約63,000世帯      | 水平偏波 |
| 4               | MBS 毎日放送       | 39              | 1W         | 11.5W | 近畿広域圏    | 約63,000世帯      | 水平偏波 |
| 5               | KBS 京都放送       | 30              | 1W         | 11.5W | 京都府        | 約63,000世帯      | 水平偏波 |
| 6               | ABC 朝日放送テレビ | 37              | 1W         | 11.5W | 近畿広域圏    | 約63,000世帯      | 水平偏波 |
| 8               | KTV 関西テレビ放送 | 42              | 1W         | 11.5W | 近畿広域圏    | 約63,000世帯      | 水平偏波 |
| 10              | ytv 讀賣テレビ放送 | 22              | 1W         | 11.5W | 近畿広域圏    | 約63,000世帯      | 水平偏波 |

- 2009年1月15日に全局に予備免許交付、NHKは1月20日から、民放は2月1日から試験放送開始、NHKと在阪広域民放は3月1日から、KBSは4月1日から本放送開始。

## 地上アナログテレビジョン放送送信設備
| チャンネル | 放送局名           | 空中線電力        | ERP               | 放送対象 地域 | 放送区域 内世帯数 | 偏波面   | 開局年月日   |
| ---------- | ------------------ | ----------------- | ----------------- | ------------- | ----------------- | -------- | ------------ |
| 50         | NHK 大阪教育       | 映像10W/ 音声2.5W | 映像85W /音声21W  | 全国          | 約-世帯           | 水平偏波 | 1970年代ごろ |
| 52         | NHK 京都総合       | 映像10W/ 音声2.5W | 映像85W /音声21W  | 京都府        | 約-世帯           | 水平偏波 | 1970年代ごろ |
| 54         | MBS 毎日放送       | 映像10W/ 音声2.5W | 映像100W /音声25W | 近畿広域圏    | 約-世帯           | 水平偏波 | 1970年代ごろ |
| 56         | ABC 朝日放送       | 映像10W/ 音声2.5W | 映像100W /音声25W | 近畿広域圏    | 約-世帯           | 水平偏波 | 1970年代ごろ |
| 58         | KTV 関西テレビ放送 | 映像10W/ 音声2.5W | 映像100W /音声25W | 近畿広域圏    | 約-世帯           | 水平偏波 | 1970年代ごろ |
| 60         | ytv 讀賣テレビ放送 | 映像10W/ 音声2.5W | 映像100W /音声25W | 近畿広域圏    | 約-世帯           | 水平偏波 | 1970年代ごろ |
| 62         | KBS 京都放送       | 映像10W/ 音声2.5W | 映像100W /音声25W | 京都府        | 約-世帯           | 水平偏波 | 1970年代ごろ |

全局2011年7月24日をもって廃局。

## 備考
- FM放送に関しては小塩山の親局エリア内となっている。
- KBS京都デジタル放送が使用している30chは、数kmしか離れていないびわ湖放送のアナログ放送親局（大津テレビ送信所・中継局、映像出力1kW）が同じ物理チャンネルを使用していた。

## 京都府内の送信所・中継局
- 比叡山：テレビ親局
- 小塩山：FM親局
- 京都放送久御山ラジオ送信所
- 在阪民放ラジオ局京都中継局
- 八幡テレビ中継局
- 大岩山
- 亀岡テレビ中継局
- 福知山中継局
- 舞鶴中継局
- 宮津テレビ・FM中継局
- 峰山テレビ・FM中継局